# Staubbachfall

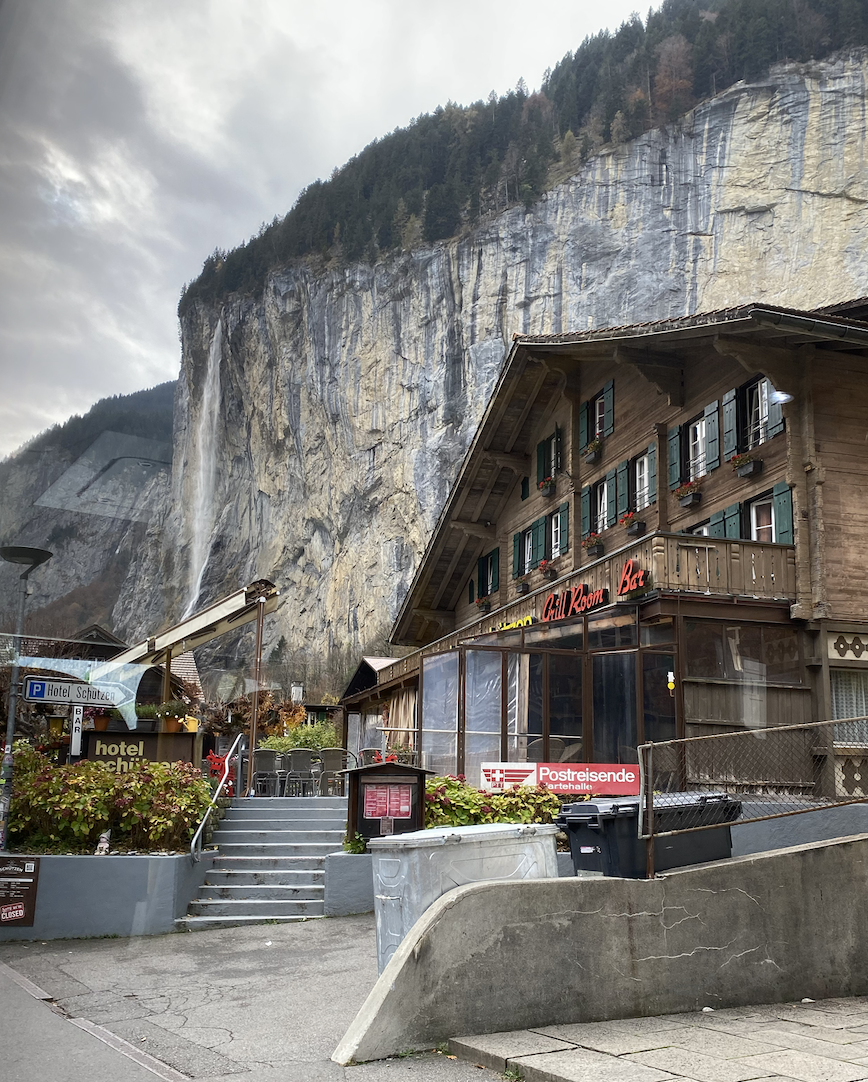
Cascada Staubbach

La cascada del Staubbach (en alemán: Staubbachfall, que en español es literalmente «cascada del arroyo Staub») es un salto de agua del Staubbach, un arroyo localizado en la comuna de Lauterbrunnen, en la región del Oberland bernés, Suiza. El agua cae desde una altura de 300 metros hacia el valle y desemboca en el río Lütschine, un río de la cuenca del Rin.
El arroyo, al descender por los muros rocosos del valle, forma una cascada tan alta que casi culmina antes de llegar al nivel del suelo. El agua que lleva es mucho más abundante cuando llueve o cuando se derrite la nieve de la montaña.
El poeta Johann Wolfgang von Goethe, que visitaba el valle en 1779, inspirado por esas masas de agua, compuso el poema Canto de los espíritus sobre las aguas, a la que más tarde le puso música Franz Schubert.